# VolkerWessels Cycling Team
VolkerWessels Cycling Team (UCI kód: VWE) je nizozemský cyklistický UCI Continental tým, jenž vznikl v roce 2016 jako amatérský. Hlavním sponzorem týmu je nizozemská stavební společnost VolkerWessels.

## Soupiska týmu
K 1. lednu 2022
- Jord Baak (NED) (* 11. června 2000)
- Zak Coleman (GBR) (* 15. ledna 1999)
- Timo de Jong (NED) (* 28. března 1999)
- Youp de Vos (NED) (* 16. prosince 2003)
- Tijmen Eising (NED) (* 27. března 1991)
- Jasper Haest (NED) (* 28. dubna 1999)
- Jente Klaver (NED) (* 7. srpna 2003)
- Max Kroonen (NED) (* 23. srpna 2000)
- Bart Lemmen (NED) (* 14. října 1995)
- Bert-Jan Lindeman (NED) (* 16. června 1989)
- Peter Schulting (NED) (* 19. srpna 1987)
- Nick van der Meer (NED) (* 25. července 1993)
- Daan van Sintmaartensdijk (NED) (* 11. června 1998)
- Roel van Sintmaartensdijk (NED) (* 8. května 2001)
- Coen Vermeltfoort (NED) (* 11. dubna 1988)
- Nils Wolfenbuttel (NED) (* 26. května 1996)
- Maikel Zijlaard (NED) (* 1. června 1999)

## Vítězství na národních šampionátech
2022
 Nizozemský silniční závod do 23 let, Max Kroonen